# Brachysola
Brachysola – rodzaj roślin z rodziny jasnotowatych. Obejmuje dwa gatunki występujące w południowo-zachodniej Australii, na wschód od Perth. Brachysola coerulea jest rozpowszechniony, natomiast B. halganiacea jest rzadziej spotykany i słabiej poznany. Oba gatunki rosną na glebach piaszczystych, laterytowych, w zbiorowiskach zaroślowych i w widnych lasach – zarówno z dominacją eukaliptusów (mallee), jak i akacji oraz Grevillea.
Nazwa naukowa utworzona została z greckich słów brachys (krótki) i solen (rurka lub kanał) – w nawiązaniu do krótkiej rurki korony kwiatu.

## Morfologia
PokrójKrzewy o pędach pokrytych gwiazdkowatymi włoskami (w obrębie kwiatostanów występują też włoski gruczołowate). Młode pędy obłe na przekroju, gęsto owłosione.
LiścieSiedzące i gęsto owłosione od spodu. U B. coerulea skupione w nibyokółkach po 4, równowąskie lub lancetowate, u B. halganiacea naprzeciwległe, wąskojajowate i jajowate.
KwiatyZebrane w szczytowe kwiatostany wiechowate, składające się z wierzchotek liczących od 1 do 7 kwiatów. Kielich zrosłodziałkowy, ale szerszy niż dłuższy, zakończony 5 trójkątnymi i zaostrzonymi ząbkami. Kielich z zewnątrz jest owłosiony, wewnątrz nagi. Powiększa się w czasie owocowania. Korona jest 5-łatkowa, szersza niż dłuższa, niebieskofioletowa, z silniej wybarwioną częścią środkową, z żółto zabarwioną gardzielą. Rurka korony jest krótsza od wolnych i szeroko rozpostartych łatek korony. Łatki są szerokojajowate, tępo zakończone; dolna jest największa. Pręciki są cztery, nieco dwusilne – dolna para jest dłuższa od górnej. Zalążnia jest ciemnopurpurowa, czterokomorowa; w każdej komorze z pojedynczym zalążkiem. Szyjka słupka długa, nitkowata, naga, fioletowa i na szczycie rozwidlona.
OwoceRozłupnia składająca się z czterech rozłupek.

## Systematyka
Pierwszym odkrytym przedstawicielem współcześnie wyróżnianego rodzaju był opisany w 1876 roku gatunek Chloanthes halganiacea, zaliczony do rodzaju Chloanthes i sekcji Brachysolenia. W 1904 Diels i Pritzel przenieśli sekcję do rodzaju Pityrodia i wyróżnili dwa gatunki. Odrębność morfologiczna i ujawniony w badaniach genetycznych parafiletyzm, tradycyjnie ujmowanego rodzaju Pityrodia, spowodował wyodrębnienie sekcji w randze odrębnego rodzaju w 2004 roku.
Rodzaj z plemienia Chloantheae, podrodziny Prostantheroideae i rodziny jasnotowatych Lamiaceae.
Wykaz gatunków
- Brachysola coerulea (F.Muell. & Tate) Rye
- Brachysola halganiacea (F.Muell.) Rye